# Toyota Hilux Dakar
La 	Toyota Hilux Dakar, chiamata dal 2022 Toyota GR DKR Hilux, è un buggy da competizione costruita dalla filiale sudafricana della Toyota secondo le norme del gruppo T1 (veicoli fuoristrada prototipi) dal 2012 per partecipare a varie competizioni nell'ambito del rally raid, tra le quali il Rally Dakar e la coppa del mondo rally raid. 
La vettura ha fatto il suo debutto al Rally Dakar 2012, vincendo la gara nel 2019 con alla guida Nasser Al-Attiya e le successive edizioni 2022 e 2023. Inoltre ha vinto anche la Coppa del Mondo FIA di Cross-Country Rallies nel 2016, 2017 e 2021 e il Campionato mondiale di rally raid 2022.
Dal debutto fino al 2021 era spinta da un motore V8 aspirato da 5,0 litri, ma dal 2022 c'è un motore V6 3,4 litri biturbo derivato dalla Toyota Land Cruiser stradale.
La vettura non ha nulla in comune con l'omonimo pick up stradale.

## Palmarès
- 3 Rally Dakar 2019, 2022, 2023
- 3 Coppa del mondo rally raid 2016, 2017, 2021
- Campionato mondiale di rally raid
  - 2 piloti: 2022, 2023;
  - 3 squadre: 2022, 2023, 2024